# اس‌اس امپایر آنتلوپ
اس‌اس امپایر آنتلوپ (به انگلیسی: SS Empire Antelope) یک زیردریایی بود که طول آن ۳۸۰ فوت ۵ اینچ (۱۱۵٫۹۵ متر) بود. این زیردریایی در سال ۱۹۱۹ ساخته شد.